# Scopa

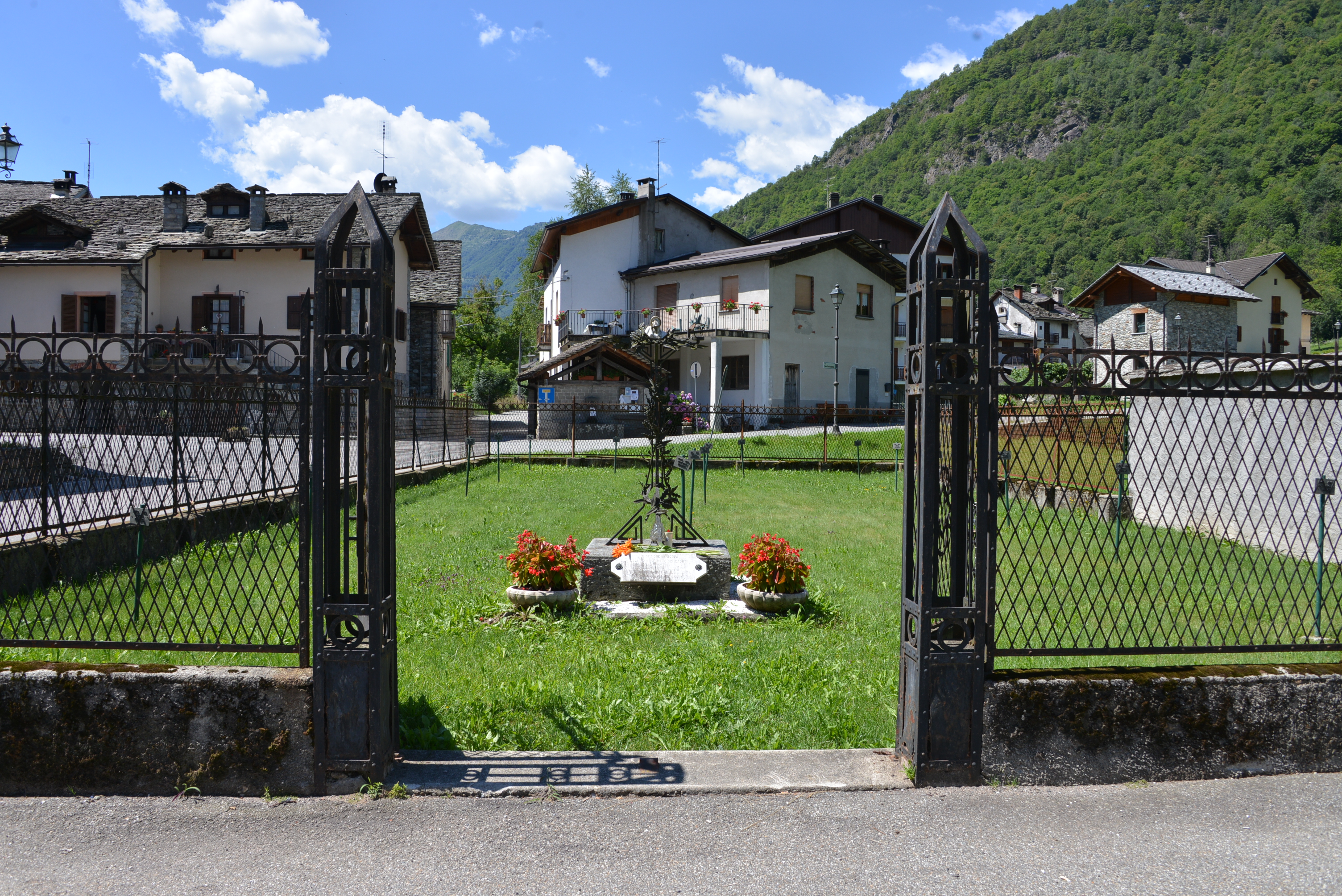

Scopa ist eine Gemeinde in der italienischen Provinz Vercelli (VC), Region Piemont.

## Lage und Einwohner
Scopa liegt 85 kn nordwestlich von Vercelli und hat 372 Einwohner (Stand 31. Dezember 2023). Die Nachbargemeinden sind Balmuccia, Boccioleto, Guardabosone, Postua, Scopello und Vocca.
Der Ort liegt in der Mitte des Tals Valsesia. Das Gemeindegebiet umfasst eine Fläche von 22 km².

## Sehenswürdigkeiten
- Die alte Pfarrkirche San Bartolomeo.